# Jirkov
Jirkov település Csehországban, Chomutovi járásban. Jirkov Chomutov, Blatno, Boleboř, Vrskmaň, Vysoká Pec és Otvice településekkel határos. Lakosainak száma 19 323 fő (2024. január 1.).

## Népesség
A település lakosságának változását az alábbi diagram mutatja:
| Lakosok száma | 4322 | 5781 | 6130 | 9928 | 11 980 | 19 461 | 19 835 | 19 299 | 18 387 | 19 323 |
|               | 1869 | 1900 | 1921 | 1961 | 1980   | 2011   | 2016   | 2019   | 2021   | 2024   |